# Caroline Barbot
Pour les articles homonymes, voir Barbot.
Marie-Caroline Douvry, dite Caroline Barbot est une soprano française née le 27 avril 1830 à Paris et morte le 17 septembre 1893 à Toulouse.

## Biographie
Marie-Caroline Douvry naît le 27 avril 1830 à Paris. Elle étudie le chant au Conservatoire avec Manuel Garcia junior et sa femme Eugénie Meyer et remporte le premier prix de chant en 1850. Elle interprète au début de sa carrière les rôles de soprano léger puis plus tard de soprano dramatique. Si ses aigus sont parfois un peu verts, elle possède un riche médium. Elle participe, avec son mari Joseph Barbot, à la création, au Théâtre italien de Paris, du Sélam, ode symphonique avec chœur d'Ernest Reyer sur un livret de Théophile Gautier. Ils partent ensemble chanter à Lyon, à Bruxelles, en Italie, en Russie. À leur retour, Jules Barbot chante à l'Opéra-Comique et crée en 1859 le rôle de Faust dans l'opéra de Charles Gounod au Théâtre-Lyrique. Caroline Barbot chante le rôle de Valentine dans Les Huguenots de Giacomo Meyerbeer à l'Opéra de Paris où elle est engagée jusqu'en 1860 et où Giuseppe Verdi l'entend dans Norma . De Verdi elle chante aussi à l'Opéra dans Les Vêpres sicilennes  en 1859  et lui offre le rôle d'Amelia dans Un ballo in maschera pour ses débuts au Théâtre Imperial de Saint-Pétersbourg dans lequel elle triomphe. Aussi Verdi lui propose-t-il en 1862, malgré une première opposition du théâtre par Constance Nantier-Didiée prévue pour le rôle de Preziosilla, de créer dans ce même théâtre le rôle de Leonora de La forza del destino dans lequel son succès est renouvelé. Elle chante encore à Milan et à Londres jusqu'en 1872 pendant que son mari enseigne au Conservatoire où il reste jusqu'en 1894. 
Elle est professeure de chant au conservatoire de Toulouse en 1880.
Caroline Barbot meurt à Toulouse en 1893.